# Adolf Johann Karl von Bettendorf
Adolf Johann Karl Freiherr von Bettendorf (* 2. September 1640 (Taufdatum) in Königstein im Taunus; † 15. Dezember 1705 ebenda) war Friedberger Burggraf und kurmainzischer Oberamtmann in Königstein im Taunus.

## Leben
Adolf Johann Karl Freiherr von Bettendorf stammte aus dem Mainzer Zweig des Geschlecht von Bettendorf. Er war der Sohn des Obristenleutnants Johann Peter Christoph von Bettendorf (der 1636–1642 Kommandant der Festung Königstein gewesen war) und dessen Frau Maria Margarethe von Cronberg. Als zweiter Sohn sollte er eine kirchliche Laufbahn einschlagen. Mit 10 Jahren wurde er daher Domicellar des Mainzer und Würzburger Domkapitels. Nach dem Tod seines älteren Bruders Kasimir Heinrich, wurde er stattdessen Oberhaupt des Mainzer Zweiges seines Geschlechtes und Reichsritter. Als Reichsritter gehörte er den Rheinischen und dem fränkischen Ritterkreis an. Dem lagen seine ererbten Besitztümer in Franken und dem Rheinland zu Grunde. 1670 wurde er in die Burgmannschaft in Friedberg aufgenommen und war dort 1699–1705 Burggraf.
Er trug den Titel eines kaiserlichen Wirklichen Rates und eines Kurmainzer Geheimrates. 1698 wurde er in den Reichsfreiherrenstand erhoben.
Mit Urkunde vom 18. Januar 1680 erhielt er (als Nachfolger des kinderlos verstorbenen Gerhard Adam von Staffel) Schloss und Dorf Falkenstein als Nassau-Weilburger Lehen.
Kurfürst Anselm Franz von Ingelheim ernannte ihn am 15. Juni 1682 zum Oberamtmann im Oberamt Königstein. Dieses umschloss die Enklave Falkenstein. Mit dieser Personalie sicherte sich der Kurfürst einen Einfluss über das Oberamt hinaus. Adolf Johann Karl Freiherr von Bettendorf starb am 15. Dezember 1705 im Amtshaus in Königstein. Er wurde am 18. Dezember 1705 in der mit päpstlicher Erlaubnis neu erbauten Familiengruft im Kapuzinerkloster Königstein begraben. Sein Sohn Lothar Johann Karl Freiherr von Bettendorf wurde sein Nachfolger.

## Familie
Er heiratete im November 1671 Maria Margarethe Kämmerin von Worms, Freiin von Dalberg. Aus der Ehe gingen vier Kinder hervor. Sein Sohn Lothar Johann Karl wurde sein Nachfolger, seine drei Töchter traten in das Kloster Oberwerth ein.
Nach dem Tod der ersten Frau heiratete er am 29. Januar 1682 Anna Maria Kämmerin von Worms, Freiin von Dalberg. Auch aus dieser Ehe entstammten vier Kinder. Sein Sohn Anselm Friedrich (1681–1742) wurde Prälat der Mainzer und der Wormser Kathedrale. Die drei Töchter wurden gut verheiratet. Maria Margarethe heiratete am 25. November 1710 Freiherr Gottfried von Frankenstein. Maria Elisabeth heiratete am 11. September 1713 Freiherr Philipp Adam Sigismund Schenk zu Stauffenberg. Maria Eva heiratete am 31. Januar 1917 Freiherrn Philipp Christoph von und zu Erthal. Aus dieser Ehe gingen der Mainzer und Wormser Kurfürst Friedrich Karl Joseph von Erthal (1719–1802) und der Fürstbischof von Würzburg und Bamberg Franz Ludwig von Erthal (1730–1795) hervor.